# Euagoras (Satrap)
Euagoras (altgriechisch Εὐαγόρας Euagóras; † Herbst 311 v. Chr.) war ein Feldherr und Beamter des Diadochenherrschers Antigonos Monophthalmos.
Nachdem Antigonos Monophthalmos im Jahr 316 v. Chr. über Eumenes von Kardia gesiegt hatte und damit zum Herrscher des asiatischen Teils des Alexanderreichs geworden war, setzte er in der Doppelprovinz Areia/Drangiana Euitos als Satrap ein. Als dieser nach kurzer Zeit starb, wurde Euagoras mit diesem Amt betraut. Nach Diodor wurde er für seine Tapferkeit und Intelligenz bewundert. Im Jahr 312 v. Chr. wurde Euagoras aus unbekannten Gründen die Provinz Persis übertragen, wo er Asklepiodoros ersetzte. Kurz darauf wurden er und der Satrap Nikanor von Medien, der auch der Stratege der „oberen Provinzen“ war, von Antigonos zum Kampf gegen Seleukos aufgefordert, der in diesem Jahr Babylon eingenommen hatte. Euagoras beteiligte sich an diesem Feldzug mit einem eigens aufgestellten Kontingent aus persischen Kriegern, mit denen er gemeinsam mit Nikanor den Tigris hinabmarschierte. Am Ufer des Flusses wurden sie in ihrem Nachtlager von dem zahlenmäßig unterlegenen Seleukos überrascht. Euagoras wurde im Kampf getötet, seine persischen Truppen gingen darauf zu Seleukos über.
Da Seleukos aus dem sogenannten babylonischen Krieg siegreich über Antigonos Monophthalmos hervorging, überließ dieser ihm die Persis sowie alle „oberen Satrapien“, die somit in das Seleukidenreich aufgenommen wurden.